# Marcellin Berthelot
Marcellin (ou Marcelin) Pierre Eugène Berthelot (Paris, 25 de outubro de 1827 — Paris, 18 de março de 1907) foi um professor, químico e político francês.

## Vida
Filho de um médico, após estudar história e filosofia voltou-se à ciência. Em 1851 tornou-se membro do Collège de France como assistente de Antoine Jerome Balard, que foi seu mestre, e também iniciou uma longa amizade com Ernest Renan. Em 1854, realizou sua tese de doutorado, Sur les combinaisons de la glycérine avec les acides, na qual descreveu uma série de pesquisas em continuação e ampliação do clássico trabalho de Michel Eugène Chevreul. 
Em 1859 foi designado professor de química orgânica na École Supérieure de Pharmacie. Em 1865 aceitou a nova cadeira de química orgânica, no Collège de France. Tornou-se membro da Académie Nationale de Médecine em 1863 e após dez anos entrou para Academia Francesa de Ciências, da qual tornou-se perpétuo secretário em 1889 em sucessão a Louis Pasteur.
Foi apontado como inspetor geral de educação em 1876. Após sua eleição como senador, em 1881, continuou tendo ativo interesse nas questões da educação, especialmente pela interferência do serviço militar. Foi ministro da educação pública de René Goblet (1886-1887). Seu jubileu científico foi celebrado em Paris, em 1901.
Morreu repentinamente, após a morte de sua esposa Sophie Niaudet (1837-1907), em Paris, e foi sepultado com ela no Panteão de Paris. Tiveram seis filhos.

## Vida científica

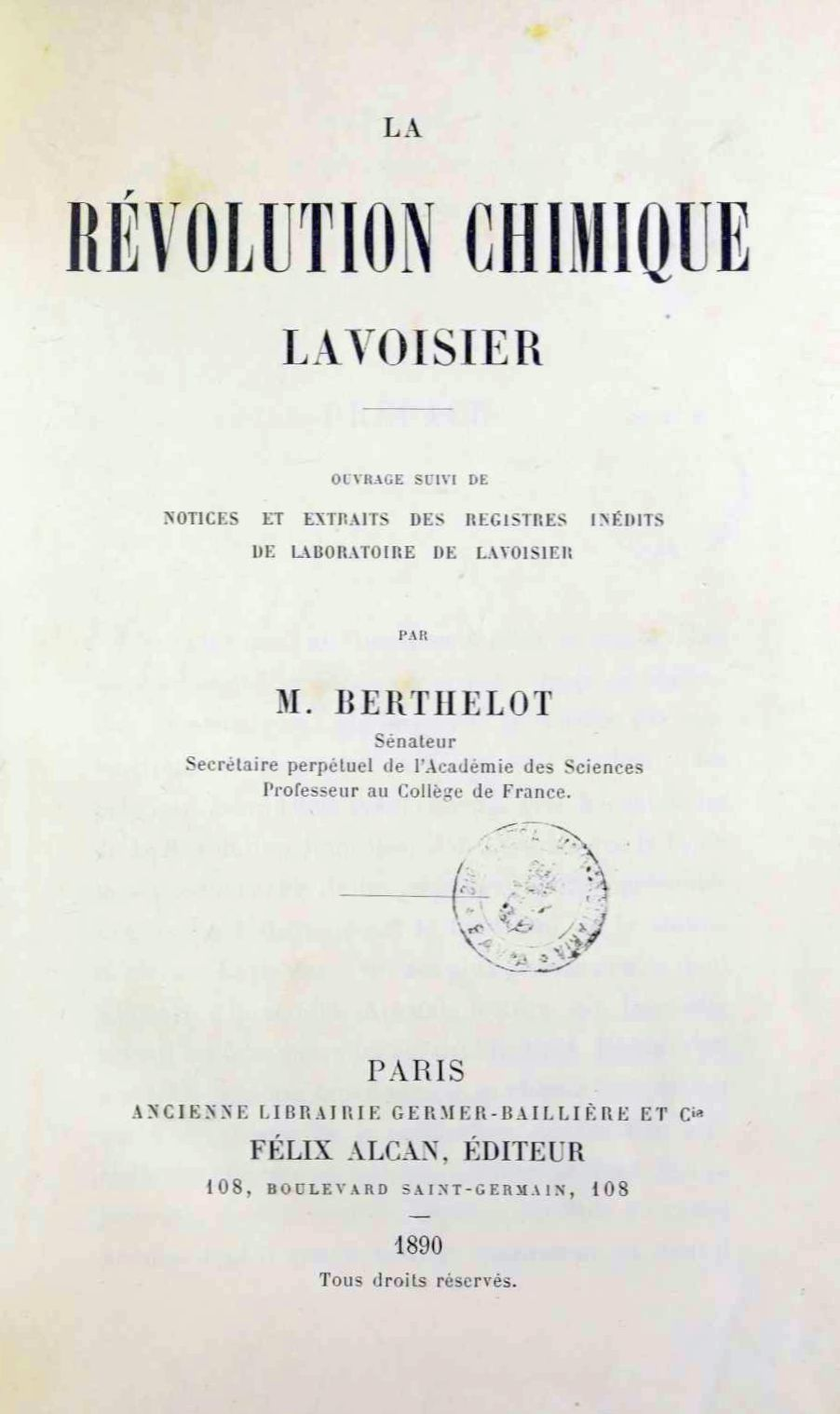
La Révolution chimique, 1890

A fundamental concepção que norteia todos os trabalhos químicos de Berthelot foi que todo fenômeno químico depende da ação de forças físicas as quais podem ser determinadas e medidas. Quando iniciou sua carreira acreditava que, embora alguns exemplos de produção sintética de substâncias orgânicas tenham sido observadas, sobre toda a química orgânica deve restar uma ciência analítica e poderia não tornar-se construtiva, porque a formação de certas substâncias requer ações de princípios vitais em alguma forma. 
Para essa atitudo ele ofereceu forte resistência, e através da produção sintética de numerosos hidrocarbonetos, gorduras naturais, açúcares e outras substâncias, provou que os compostos orgânicos podem ser formados por métodos ordinários de manipulação química e obedecem as mesmas leis da substâncias inorgânicas, portanto exibindo o "criativo caráter de virtude do qual a química atualmente realiza o resumo das concepções de suas teorias e classificações" - uma prerrogativa tão longe possuída nem pelas ciências naturais ou históricas.
Marcelin Berthelot realizou importantes contribuições sobre os estudos da origem inorgânica do petróleo, através estudos da química de carbetos metálicos. Mais tarde esses estudos também foram continuados pelo químico russo Mendeleyev.
Suas investigações sobre a síntese dos compostos orgânicos foi publicada em inúmeros artigos e livros, incluindo Chimie organique fondée sur la synthèse (1860) e Les Carbures d'hydrogène (1901). Novamente ele sustentou que os fenômenos químicos não são governados por quaisquer leis peculiares, mas são explicáveis em termos das leis gerais da mecânica que está em operação no universo; ele desenvolveu essa visão com milhares de experimentos em sua Mécanique chimique (1878) e sua Thermochimie (1897). Este ramo de estudo naturalmente conduziu a investigação de explosivos e pelo lado teórico forma conduzidos os resultados de seus trabalhos publicados Sur la force de la poudre et des matières explosives (1872). 
Prestou importantes serviços ao seu país como presidente do comitê científico de defesa, entre 1870-1871.
Ao final da vida ele voltou a estudar as fases precoces da ciência no qual fez vários avanços, publicando seus trabalhos no livro Les Origines de l'alchimie (1885) e na Introduction à l'étude de la chimie des anciens et du moyen âge (1889), bem como publicação de traduções de antigos tratados gregos, sírios e árabes sobre alquimia e química (Collection des anciens alchimistes grecs, 1887-1888, e La Chimie au moyen âge, 1893.
Foi também autor de Science et philosophie (1886), que contém a carta a Renan sobre "La Science idéale et la science positive", da La Révolution chimique, Lavoisier (1890), da Science et morale (1897), e numerosos artigos na La Grande Encyclopédie, a qual ele ajudou a implementar.

## Publicações (selecionadas)
- La chimie au moyen age. 3 Vol. Imprimerie Nationale, Paris 1893, Vol 1, Vol 2, Vol 3
- Introduction à l’étude de la chimie des anciens et du Moyen Age (em francês). Paris: Steinheil. 1889
- La Révolution chimique (em francês). Paris: Felix Alcan. 1890
- com C.-Em. Ruelle: Collection des ancien alchimistes grecq. 3 Vol. Steinheil, Paris 1887/88
- Les origines de l’alchimie. Steinheil, Paris 1885.
- Science et philosophie. Calmann-Levy, 1886.
- La synthèse chimique. 6. Edição. Felix Alcan, 1887.
- Essai de mecanique chimique. Dunod, 1879.
- com Émile Jungfleisch: Traité elementaire de chimie organique. 3. Edição. 2 Vol, Dunod, 1886.
- Traité pratique de calorimétrie chimique. Gauthier-Villars, Masson 1893.
- Sur la force des matières explosives d’apres la thermochimie. 2 Vol. 3. Edição. Gauthier-Villars, 1883.
- Lecons sur les methodes generales de synthèse au chimie organique. Gauthier-Villars (College de France 1864).
- Lecons sur la thermochimie. Revues des cours scientifique, Germer-Baillière (realizado em 1865).
- Lecons sur les principes sucrés. Hachette (Pariser Chemischen Gesellschaft 1862).
- Lecons sur l’isomérie. Hachette (gehalten vor der Pariser Chemischen Gesellschaft 1863).
- Untersuchungen über die Affinitäten, über Bildung und Zersetzung der Äther (= Ostwalds Klassiker der exakten Wissenschaften. Band 173). Engelmann, Leipzig 1910. Digitalisierte Ausgabe der Universitäts- und Landesbibliothek Düsseldorf